# Chaudhry Mohammad Ali
Chaudhry Mohammad Ali (urdu چوہدری محمد علی; ur. 15 lipca 1905 w Dźalandharze, zm. 2 grudnia 1980 w Karaczi) – pakistański polityk, premier Pakistanu w latach 1955–1956.

## Życiorys
Urodził się w Pendżabie, ukończył studia na Uniwersytecie Pendżabskim. Następnie rozpoczął pracę w sektorze finansów indyjskim rządzie, był też jednym z najwyższych muzułmańskim urzędnikiem w Indiach Brytyjskich. W czasie formowania się państwa Pakistan został mianowany sekretarzem generalnym oraz powierzono mu opracowanie budżetu. W 1951 został ministrem finansów.
W 1955 gubernator generalny Pakistanu Iskander Mirza mianował go premierem. Zastąpił on na tym stanowisku usuniętego premiera Muhammada Alego Bogrę. Jednym z największych osiągnięć Alego jako premiera było wprowadzenie nowej konstytucji, która ustalała republikański ustrój państwa. Nowa konstytucja była bardzo popularna w Pakistanie, łączyła w sobie zasady demokracji oraz islamu.
Mimo tych sukcesów Alemu nie udało się zapobiec rozłamowi w jego partii Lidze Muzułmańskiej. Wewnętrzny podział doprowadził do powstania nowej partii (Partia Republikańska). Zdołała ona zdobyć większość miejsc w pakistańskim zgromadzeniu narodowym pokonując Ligę Muzułmańską. W związku z zaistniałą sytuacją zrezygnował z funkcji premiera i przywódcy Ligi Muzułmańskiej w 1956.
Od 21 sierpnia 1955 do września 1956 pełnił funkcję przewodniczącego Pakistańskiego Stowarzyszenia Olimpijskiego.